# 张宿堂
张宿堂（1962年5月—），男，汉族，江苏铜山人，中国新闻工作者，曾任新华通讯社副社长、党组成员，中共十九大代表。